# Rio Uecker
O Uecker (pronúncia em alemão: [ˈʏkɐ] (escutarⓘ)) ou Ucker (pronúncia em alemão: [ˈʏkɐ] (escutarⓘ)) é um rio dos estados de Brandemburgo, onde é conhecido como Ucker, e Mecklemburgo-Pomerânia Ocidental, na Alemanha. A sua nascente é em Uckermark, próximo da vila de Alt-Temmen. O Uecker corre para norte através do Lago Oberuckersee, Lago Mollensee e Lago Unteruckersee, onde está localizada a antiga cidade de Prenzlau. Próximo à pequena vila de Nieden (a fronteira entre Brandemburgo e Vorpommern) o Ucker muda seu nome para Uecker. O rio vai ainda mais para norte, cortando as cidades de Pasewalk, Torgelow, e passa por Eggesin no lado esquerdo. Aqui o Rio Randow desagua no Uecker. Em Ueckermünde, o Uecker corre para a lagoa de Szczecin, a qual está ligada ao Mar Báltico através dos estreitos do rio Peenestrom, rio Świna e rio Dziwna.
O rio Uecker é nomeado, na Polónia, pela palavra vikru/vikrus, significando "rápido" ou "veloz". O Uecker deu seu nome à região histórica de Uckermark e aos distritos de Uckermark e Uecker-Randow.